# ハンナ・ハーパー
ハンナ・ハーパー（Hannah Harper、1982年7月4日 - ）は、イギリス出身のポルノ女優およびポルノ映画監督。

## 来歴
イングランドデヴォンの港町に育った。サウス・デボン・カレッジでは
いわく学生時代を通して『優等生キャラ』であったという。
初の職業経験は地元のフィッシュ・アンド・チップスの専門店への勤務、その後ホテルの受付係、バーテンダー、そしてウェイトレスを経験。
2001年からロンドンを舞台にモデル業を開始 当時の彼氏の提案によるものであった。。
翌2002年になると写真撮影で米国のロサンゼルスへ。これを機会にこの地に移住。そしてレジェンド・エンターテインメントとシンシティ・ビデオという2社の制作スタジオとの独占契約を締結した。
ハイソサエティ誌とクラブ・インターナショナル誌に数度にわたって登場したうえ、ペントハウス誌2002年4月号のペントハウスペットとなり、ハスラー誌2002年5月号の表紙と中央見開きページに登場。いつしかストリップ巡業のダンサーとしての活動も開始した。
2003年度にはAVN最優秀新人賞の候補に選ばれる。
2006年の後半頃には、シンシティと決別したこと、心理学の学位を取得したこと、そしてより穏便な分野の作品に出演したいと思っていることなどを公表。この年における『バスティー・コップス2』への出演はこの考えに沿ったものであった。

## 私生活
結婚していた時期があるものの、のちに離婚。
イングランド出身のポルノ男優であるベン・イングリッシュと交際していた時期があるが、この時期にはポルノ女優のマリー・キャリーとも恋仲にあった。